# Hololepta alligans
Hololepta alligans är en skalbaggsart som beskrevs av Marseul in Marseul och Oliveira 1879. Hololepta alligans ingår i släktet Hololepta och familjen stumpbaggar. Inga underarter finns listade i Catalogue of Life.